# Karel Franěk
Karel Franěk (29. srpna 1941) je český hokejový trenér. Od roku 1969 započala jeho trenérská kariéra, poté co se postavil za lavičku dorosteneckého týmu VCHZ Pardubice. Poté přišlo Hlinsko a VTJ Litoměřice. V nejvyšší lize se objevil poprvé v Livtínově. Následně Pardubice, se kterými v roce 1987 získal titul republiky, Brno a Hradec Králové. Poté i dvě angažmá v Německu. Když se vrátil do Československa, započal v Opavě a následně ve slovenském Liptovském Mikuláši.